# Politique au Venezuela
Le Venezuela est une république fédérale multipartite à régime présidentiel, où le président est à la fois chef de l'État et chef du gouvernement. Il exerce le pouvoir exécutif tandis que le parlement détient le pouvoir législatif.

## Pouvoir exécutif
| Fonction  | Nom            | Parti | Depuis      |
| --------- | -------------- | ----- | ----------- |
| Président | Nicolás Maduro | PSUV  | 8 mars 2013 |

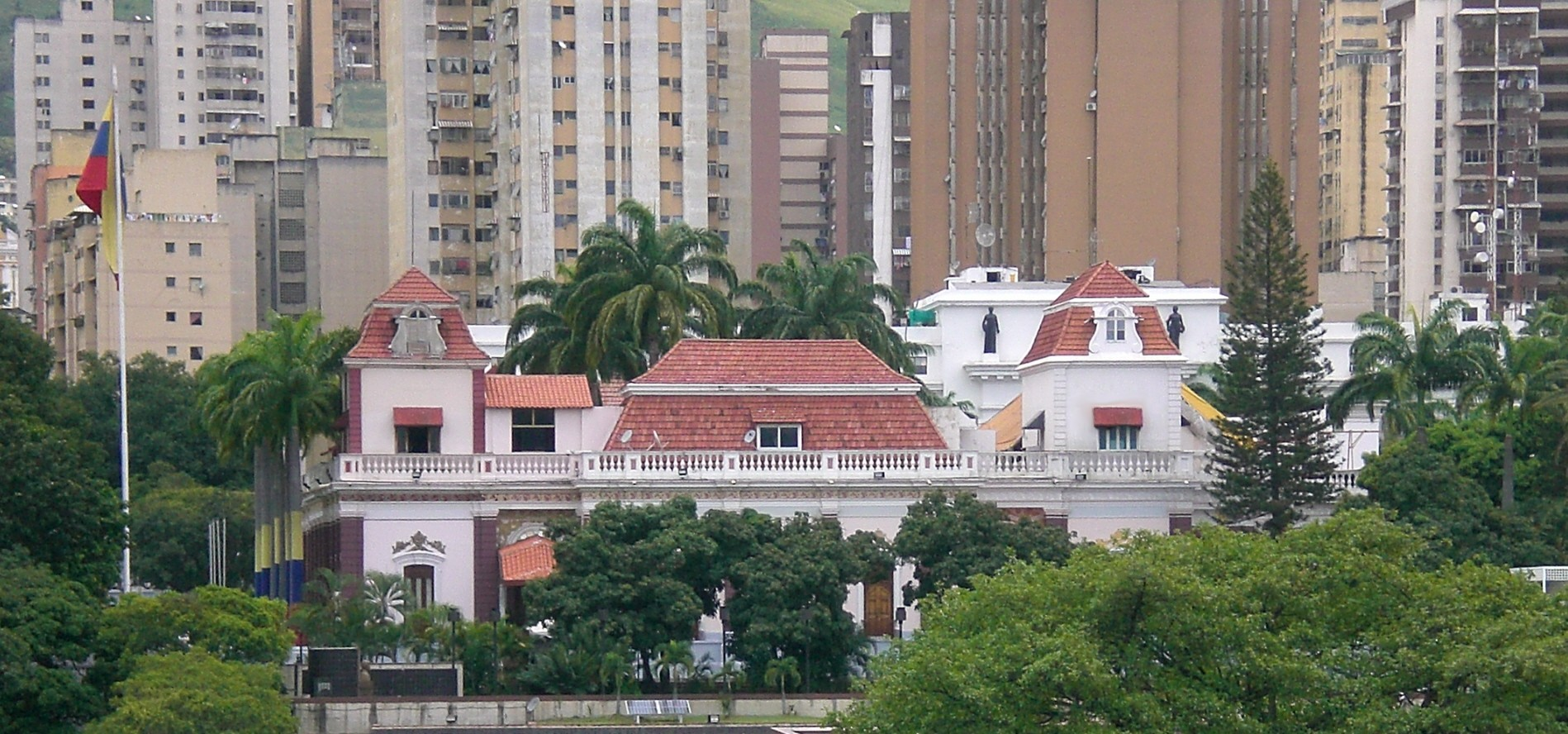
Palais de Miraflores.

Le président est élu au suffrage universel pour six ans renouvelable indéfiniment. Il nomme le vice-président ainsi que les ministres en collaboration avec l’Assemblée nationale. Selon l'article 233 de la Constitution, en cas d'empêchement du président avant sa prise de fonction (mort, démission, destitution, etc.), le président de l'Assemblée nationale assure l'intérim dans l'attente d'une nouvelle élection dans une période de trente jours. Si l'empêchement advient durant les quatre premières années du mandat, le vice-président assure l'intérim dans l'attente d'une nouvelle élection dans une période de trente jours. Enfin, si l'empêchement se produit durant les deux dernières années du mandat, le vice-président assumera la fonction de Président jusqu'à la fin du mandat.

## Pouvoir législatif

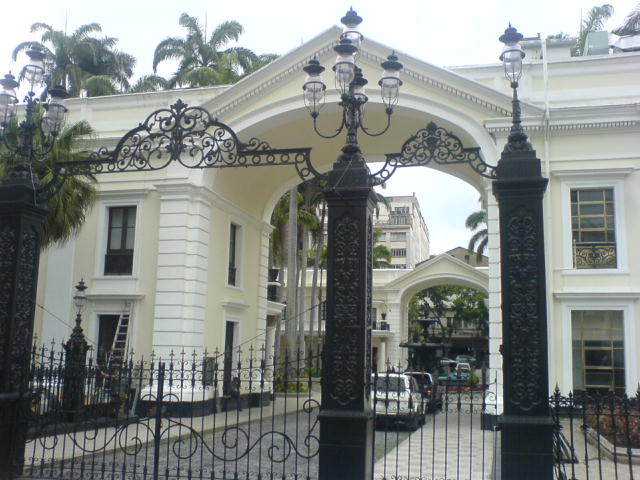
Congrès national du Venezuela dans la capitale Caracas.

L’Assemblée nationale, composée d’une seule chambre, a remplacé le parlement bicaméral à la suite de l’entrée en vigueur de la constitution de 1999. Elle compte 167 membres élus pour cinq ans au suffrage universel, qui peuvent se présenter à trois mandats consécutifs. Les parlementaires sont élus selon une combinaison de listes présentées par les partis et de circonscriptions à siège unique. Trois sièges sont réservés aux représentants des peuples indigènes.

## Pouvoir judiciaire

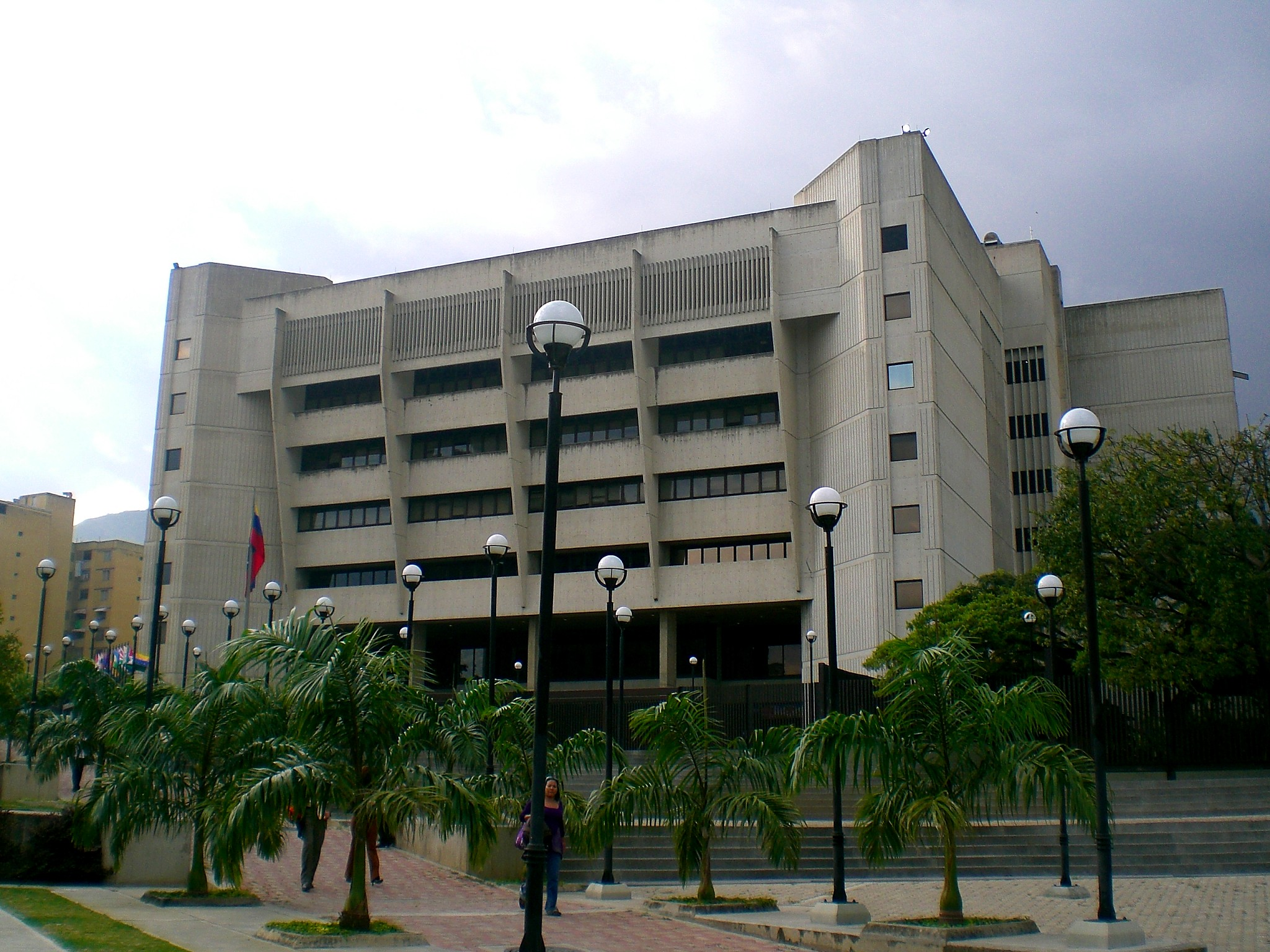
Tribunal suprême de justice.

Le Tribunal suprême de justice est la plus haute instance judiciaire du pays. Ses juges sont nommés pour 12 ans par l’Assemblée nationale. Les juridictions inférieures sont composées de tribunaux de districts, de tribunaux municipaux et de tribunaux de première instance.

## La politique aujourd'hui
La Constitution oblige le gouvernement, selon le discours officiel, à « renverser les données économiques qui, dirigées par le Fonds monétaire international (FMI) avaient été la cause de la « décennie perdue » (1985-1995), et ses terribles effets négatifs sur les populations et leurs systèmes économiques ». Le président Chávez applique cette Constitution avec insistance. Son action politique est centrée sur le renforcement du rôle de l’État par le biais de nationalisations et la revalorisation du pétrole, principal produit d'exportation du pays. Elle vise à se libérer des impositions d’une lourde dette, qui grevait en 1998 50 % du budget national, en la payant. Le gouvernement cherche aussi à satisfaire la dette sociale d’urgence : santé, alimentation, éducation (missions civico-militaires de grande pénétration populaire). De nouvelles lois sont rédigées concernant la réforme agraire, la banque centrale, l'exploitation d’hydrocarbures (gaz, pétrole), la fiscalité, le contrôle de monnaies et devises, etc.
Le Venezuela quitte le FMI et la Banque mondiale (BM) le 30 avril 2007 après avoir remboursé sa dette en totalité. Comme le Brésil, l’Uruguay et l’Argentine qui ont remboursé, par anticipation, une grande partie de leurs dettes grâce à la croissance économique retrouvée, le Venezuela, avec cinq années d’avance, a remboursé tout ce qu’il devait à la Banque mondiale. En effet, la manne issue du boom pétrolier a permis au pays de rembourser sa dette qui était de trois milliards de dollars à son arrivée au pouvoir en 1999.
En 2007, Hugo Chávez demande des pouvoirs spéciaux qui grâce à une « loi d'habilitation révolutionnaire » lui permettent de gouverner par décrets sans passer par le parlement, dans les prochains dix-huit mois à partir du 1er janvier 2007. Ces pouvoirs spéciaux sont limités aux thèmes sociaux (recentralisation des ministères de la santé, du logement et de la sécurité alimentaire), à la réforme agraire (inventaire, récupération et distribution de toutes les terres non ou mal exploitées à des coopératives) et à la récupération par achats des services publics et industries stratégiques, privatisées dans les dernières décennies (électricité, eaux, télécommunications, industrie pétrolière et minière : fer, aluminium or et diamants). Ce programme est déjà en marche depuis le 1er janvier 2007, avec des répercussions variées : très critiqué par les grands propriétaires terriens, la plupart titulaires de documents parfois douteux, mais acceptés par plusieurs, en regard de l'apparente flexibilité appliquée dans chaque cas particulier par des arrangements à l'amiable. Dans l'industrie pétrolière, les partenaires commerciaux étrangers doivent désormais se contenter d'une participation minoritaire dans toutes les sociétés. Jusqu'à présent tous ont accepté, bon gré mal gré, y compris Total qui exploite et modifie des pétroles très lourds de la ceinture de l'Orénoque.
En 2009, un référendum supprime la limite de deux mandats pour le président, permettant ainsi à Hugo Chávez de se présenter à nouveau.
Selon un rapport de l'ONU publié en septembre 2023, le gouvernement vénézuélien a intensifié ses attaques contre l'espace démocratique à l'approche de la présidentielle de 2024, à laquelle se présente le président Nicolas Maduro. Le groupe d'experts de l'ONU avait également estimé en 2022 que les services de renseignement du Venezuela commettaient des crimes contre l'Humanité pour réprimer l'opposition, sur ordre du régime.

## Perception
Pour l'ex-président américain Jimmy Carter, qui s’emploie désormais à surveiller les processus électoraux dans le monde à travers sa « Fondation Carter », le Venezuela possèderait « le meilleur système électoral au monde » notamment en raison de son système de vote électronique.
Selon Carlos Álvarez, le président de la commission de surveillance électorale de l’UNASUR, « il est intéressant de souligner un élément que très peu connaissent, je parle surtout de ceux qui analysent la réalité depuis les préjugés, c’est que le Venezuela possède aujourd’hui un des systèmes électoraux les plus vigoureux et les plus avancés technologiquement de l’Amérique Latine, qui garantit la transparence, le contrôle et la surveillance du scrutin ».
D'après l'ONG chilienne Latinobarómetro, les Vénézuéliens étaient en 2013, avec 87 % de réponses positives, le peuple d'Amérique latine le plus confiant en sa démocratie. Pour l'ONG « le Venezuela est le pays où on observe la plus grande différence entre ce que pensent ses citoyens de leur démocratie et l’image qui circule dans la communauté internationale ».

## Partis politiques et élections
- Parti socialiste unifié du Venezuela (PSUV)
- Parti de la révolution et du socialisme (PRS)
- Un nouveau temps (UNTC)
- Primero Justicia (MPJ)
- Une patrie pour tous (PPT)
- Comité d'organisation politique électorale indépendante (COPEI)
- Action démocratique (AD)
- Mouvement vers le socialisme (MAS)
- Parti communiste du Venezuela
- Convergence nationale (Convergencia)
- La cause radicale (La Causa R / LCR)

## Participation aux organisations internationales
Le Venezuela est représenté au sein des organisations suivantes :
Agence internationale de l'énergie atomique (AIEA), Association des États de la Caraïbe (AEC), Association latino-américaine d’intégration (ALADI), Alliance bolivarienne pour les Amériques (ALBA), Association des académies de la langue espagnole (ASALE), Banque de développement des Caraïbes (BDC), Banque internationale pour la reconstruction et le développement (BIRD), Corporación Andina de Fomento (CAF), Caricom (observateur), Chambre de commerce internationale (CCI), Commission économique pour l'Amérique latine et les Caraïbes (CEPALC), Comité international olympique (CIO), Confédération internationale des syndicats libres, Confédération mondiale du travail (CMT), Conférence des Nations unies sur le commerce et le développement (CNUCED), Mouvement international de la Croix-Rouge et du Croissant-Rouge, Cour pénale internationale (CPI), Organisation des Nations unies pour l'alimentation et l'agriculture (FAO), G15, G24, G77, IADB, FIDA, FMI, FSM, HCR, IFC, OHI, Intelsat, Interpol, ISO, MINURSO, Mouvement des non alignés, OACI, OEA, OIT, OMC, OMI, OMI, OMM, OMPI, OMS, OMT, ONU, OPANAL, OPCW, OPEP, PCA, RG, UIT, Unesco, UNIDO, UNIKOM, UNU, UPU.